# Астон Вилла (женский футбольный клуб)
Женский футбольный клуб «Астон Вилла» (англ. Aston Villa Women Football Club) — английский женский профессиональный футбольный клуб из Бирмингема, графство Уэст-Мидлендс, основанный в 1973 году. Выступает в Суперлиге, высшем дивизионе в системе женских футбольных лиг Англии. В 1996 году стала официальной женской командой «Астон Виллы». В клубе есть основная команда, резервная команда и несколько других команд младших возрастных групп. Домашние матчи чаще всего проводит на стадионе «Бескот».

## История
Женский футбольный клуб «Астон Вилла» был основан в 1973 году под названием «Солихалл». В 1989 году клуб отозвался на просьбу «Астон Виллы» в вопросе формировании женской команды. В 1996 году клуб согласился сменить название, чтобы стать официально признанной женской командой «Астон Виллы».
«Вилла Ацтекс» дошли до финала Кубка Лиги 1995 года, где проиграли «Уимблдону» со счетом 0:2. Играли в женской Премьер-лиге Англии в сезоне 1995/96, но вылетели в низшую лигу.
Основная команда, переименованная в «Астон Вилла Лэдис» (англ. Aston Villa Ladies), продолжала играть во втором дивизионе Северного дивизиона. Клуб ещё дважды выходил в Национальный дивизион женской Премьер-лиги в сезонах 1999/2000 и 2003/04, но после обоих сезонов вылетал.
«Астон Вилла Лэдис» в 2011 году в четвёртый раз выиграл Северный Дивизион и перешёл в Национальный Дивизион, второй по значимости после женской Суперлиги.
5 мая 2013 года клуб добился своего величайшего достижения, выиграв Кубок женской Премьер-лиги, обыграв в финале «Лидс Юнайтед» в серии послематчевых пенальти со счетом 5:4.
В 2014 году они были одной из десяти команд, которые были выбраны для участия в женском чемпионшипе. В 2018 году команда вошла в число двенадцати команд для участия в женском чемпионшипе.
4 июля 2019 года команда была переименована в женский футбольный клуб «Астон Вилла», генеральный директор Кристиан Пурслоу сказал, что это название «больше соответствует женскому футболу в этой стране». В тот же день главный коммерческий директор, Никола Иббетсон, была избран в совет женской футбольной федерации Англии, что сделало «Астон Виллу» одним из двух клубов чемпионата, у которого есть представитель в совете.
В сезоне 2019/20 годов «Вилла» впервые с 2004 года вышла в Суперлигу. В сезоне 2022/23 проведёт четыре из одиннадцати домашних матчей на стадионе «Вилла Парк».

## Текущий состав

### Основной состав
| №  |                | Поз. | Имя                 | Год рождения |
| -- | -------------- | ---- | ------------------- | ------------ |
| 1  | Флаг Англии    | Вр   | Ханна Хэмптон       | 2000         |
| 2  | Флаг Англии    | ПЗ   | Сара Мейлинг        | 1997         |
| 3  | Флаг Англии    | Защ  | Меган Сарджент      | 1994         |
| 4  | Флаг Англии    | ПЗ   | Реми Аллен          | 1990         |
| 7  | Флаг Швейцарии | Нап  | Алиша Леманн        | 1999         |
| 8  | Флаг Англии    | Нап  | Рэйчел Дейли        | 1991         |
| 9  | Флаг Австралии | Нап  | Эмили Гельник       | 1992         |
| 10 | Флаг Франции   | ПЗ   | Кенза Дали          | 1991         |
| 11 | Флаг Англии    | Нап  | Шантель Бойе-Хлорка | 1995         |
| 14 | Флаг Англии    | Защ  | Даниэль Тёрнер      | 1991         |
| 16 | Флаг Англии    | ПЗ   | Оливия Маклафлин    | 2004         |
| 17 | Флаг Уэльса    | Нап  | Наташа Хардинг      | 1989         |

| №  |                        | Поз. | Имя              | Год рождения |
| -- | ---------------------- | ---- | ---------------- | ------------ |
| 18 | Флаг Англии            | Нап  | Фрейя Грегори    | 2003         |
| 19 | Флаг Англии            | ПЗ   | Лаура Блиндкильд | 2003         |
| 21 | Флаг Новой Зеландии    | Вр   | Анна Лит         | 2001         |
| 22 | Флаг Северной Ирландии | Нап  | Симона Магилл    | 1994         |
| 26 | Флаг Англии            | Нап  | Изобель Гудвин   | 2002         |
| 28 | Флаг Англии            | Защ  | Эви Рабджон      | 2005         |
| 31 | Флаг Ирландии          | ПЗ   | Руша Литтлджон   | 1990         |
| 32 | Флаг Уэльса            | ПЗ   | Мэри Макатир     | 2004         |
| 33 | Флаг Англии            | Защ  | Маюми Пачеко     | 1998         |
| 42 | Флаг Шотландии         | Защ  | Рэйчел Корси     | 1989         |
|    | Флаг Англии            | Защ  | Анна Паттен      | 1999         |

### Игроки в аренде
| \| № \| \| Поз. \| Имя \| Год рождения \| \| -- \| \| ---- \| ----------------------------------------------------------------- \| ------------ \| \| 5 \| \| Защ \| Элиша Н’Доу[англ.] (в «Чарльтон Атлетик[англ.]» до 1 июня 2023) \| 1996 \| \| 23 \| \| Вр \| Сайан Роджерс[англ.] (в «Чарльтон Атлетик[англ.]» до 1 июня 2023) \| 1998 \| |             |      |                                                     |              |
| № |             | Поз. | Имя                                                 | Год рождения |
| 5 | Флаг Англии | Защ  | Элиша Н’Доу (в «Чарльтон Атлетик» до 1 июня 2023)   | 1996         |
| 23 | Флаг Англии | Вр   | Сайан Роджерс (в «Чарльтон Атлетик» до 1 июня 2023) | 1998         |

## Тренерский штаб
| Должность                  | Имя            |
| -------------------------- | -------------- |
| Главный тренер             | Карла Уорд     |
| Ассистент главного тренера | Сэм Роуз       |
| Тренер первой команды      | Люк Тисдейл    |
| Тренер вратарей            | Ричард Стиплес |

## Титулы
- Северный Дивизион Премьер-Лиги:
  - Чемпионы (4): 1992/93, 1994/95, 2002/03, 2010/11
- Кубок Премьер-Лиги:
  - Обладатели (1): 2012/13
- Женский чемпионшип Футбольной ассоциации:
  - Чемпионы (1): 2019/20